# Corazón congelado
Corazón congelado es el cuarto disco de estudio de la cantante sevillana Pastora Soler y el segundo con la discográfica Emi-Odeón. Su lanzamiento se llevó a cabo en abril de 2001. La canción que da nombre al disco, Corazón congelado, fue elegida ese año como sintonía de la Vuelta a España. Soler recibió un nuevo disco de platino por sus ventas en 2001.
Se editaron 4 sencillos del álbum; En mi Soledad, Corazón Congelado, Ven a mí y Otra Ocupa mi Lugar.

## Listado de canciones
1. "Quémame" - 3:15
2. "Corazón congelado" - 3:50
3. "Quítame la vida" - 3:35
4. "En mi soledad" - 4:10
5. "Ven a mí" - 4:40
6. "Pa ti, pa ti" - 3:37
7. "Adiós" - 3:36
8. "No te puedo mentir" - 4:00
9. "Otra ocupa mi lugar" - 3:54
10. "La distancia de tus besos" - 3:46

## Sencillos
1. "En mi soledad" (2001)
2. "Corazón congelado" (2001)
3. "Ven a Mí" (2001)
4. "Otra Ocupa mi Lugar" (2001)

## Anuales
| País   | Asociación | Lista          | Posición anual | Ref.  |
| España | Promusicae | Top 50 Álbumes | 2001: 50       | [ 2 ] |